# Neel Jani
 (mars 2025).
Si vous disposez d'ouvrages ou d'articles de référence ou si vous connaissez des sites web de qualité traitant du thème abordé ici, merci de compléter l'article en donnant les références utiles à sa vérifiabilité et en les liant à la section « Notes et références ».
Neel Jani, né le 8 décembre 1983 à Rorschach, dans le canton de Saint-Gall en Suisse, est un pilote automobile suisse. En 2007, il dispute le championnat Champ Car au volant d'une voiture du PKV Racing. De 2006 à 2009, il représente l'équipe suisse d'A1 Grand Prix. En 2009, il rejoint l'équipe suisse Speedy Racing, rebaptisée Rebellion Racing en 2010 puis le Porsche Team en 2015. En 2016, il remporte les 24 heures du Mans.

## Biographie
Il commence sa carrière en 1996 par les compétitions de karting avant d'intégrer la catégorie Formule A en 1999. Il est sacré champion de suisse junior en Formule A en 2000. L'année 2002 est marquée par son titre de vice-champion d'Europe en Formule Renault 2000. Il obtient le titre de vice-champion d'Europe en Formule Renault V6 l'année suivante. En 2003, il intègre l'écurie suisse de Formule 1 Sauber en tant que pilote-essayeur.
Pilote de GP 2 Series en 2005 et 2006, il effectue des tests en Formule 1, pour le compte de Red Bull Racing. En 2006, il apparaît officiellement lors des week-ends de Grand Prix en faisant office de troisième pilote lors des essais du vendredi, au sein de la Scuderia Toro Rosso. 
De 2006 à 2009, il représente l'équipe suisse d'A1 Grand Prix, à qui il permet d'obtenir le titre de vice-champion du monde en 2006 et 2009 et le titre de champion en 2008. Au début de 2007, il annonce sa signature avec l'équipe de Champ Car PKV Racing pour la saison 2007. 
En 2009, il rejoint l'équipe suisse du Speedy Racing aux côtés de Nicolas Prost. L'équipe est rebaptisée Rebellion Racing en 2010 et a le soutien de Toyota en 2011.
En 2011, il participe à des essais aérodynamiques pour le compte de l'écurie de Formule 1 Red Bull Racing ; il crée la polémique en annonçant implicitement avoir réalisé des tests en virage à haute vitesse, pratique alors interdite par le règlement.
En 2012, le châssis est la Lola B12/60. Dorénavant, l'équipe Rebellion Racing est sponsorisée par Lotus et deux prototypes sont engagés en WEC. Aux 24 Heures du Mans, toujours en LMP1, Neel Jani et ses coéquipiers Nick Heidfeld et Nicolas Prost terminent à la quatrième place aux 24 Heures du Mans, le meilleur résultat de l'écurie aux 24 heures du Mans. Ensuite, Neel Jani, Nicolas Prost et Andrea Belicchi gagnent la course de Petit Le Mans.
En 2013,  Nicolas Prost, Neel Jani et Nick Heidfeld gagnent à nouveau la course de Petit Le Mans avec l'équipe Rebellion Racing.
En 2015, Neel Jani participe pour la deuxième année consécutive aux 24 Heures du Mans avec Porsche Team et lors des qualifications il bat le record du Circuit des 24 Heures en faisant un temps de 3 min 16 s 887.
En 2016, il remporte les 24 heures du Mans et est sacré champions du monde d'endurance.

## Résultats enGP2 Series
| Saison | Écurie             | Courses disputées | Pole positions | Victoires | Points inscrits | Classement |
| ------ | ------------------ | ----------------- | -------------- | --------- | --------------- | ---------- |
| 2005   | Racing Engineering | 23                | 1              | 2         | 48              | 7e         |

## Résultats aux24 Heures du Mans
| Année | Voiture                  | Équipe             | Équipiers                          | Résultat  |
| ----- | ------------------------ | ------------------ | ---------------------------------- | --------- |
| 2009  | Lola B08/60-Aston Martin | Speedy Racing Team | Andrea Belicchi / Nicolas Prost    | 14e       |
| 2010  | Lola B10/60-Rebellion    | Rebellion Racing   | Marco Andretti / Nicolas Prost     | Abandon   |
| 2011  | Lola B10/60-Rebellion    | Rebellion Racing   | Jeroen Bleekemolen / Nicolas Prost | 6e        |
| 2012  | Lola B10/60-Rebellion    | Rebellion Racing   | Nick Heidfeld / Nicolas Prost      | 4e        |
| 2013  | Lola B10/60-Rebellion    | Rebellion Racing   | Nick Heidfeld / Nicolas Prost      | 40e       |
| 2014  | Porsche 919 Hybrid       | Porsche Team       | Romain Dumas / Marc Lieb           | 11e       |
| 2015  | Porsche 919 Hybrid       | Porsche Team       | Romain Dumas / Marc Lieb           | 5e        |
| 2016  | Porsche 919 Hybrid       | Porsche Team       | Romain Dumas / Marc Lieb           | Vainqueur |
| 2017  | Porsche 919 Hybrid       | Porsche Team       | André Lotterer / Nick Tandy        | Abandon   |
| 2018  | Rebellion R13            | Rebellion Racing   | André Lotterer / Bruno Senna       | 4e        |
| 2019  | Rebellion R13            | Rebellion Racing   | André Lotterer / Bruno Senna       | 4e        |